# Andrea Lucchesi
Pour les articles homonymes, voir Lucchesi.
Andrea Luca Luchesi  (Lucchesi ou Luckesi) est un compositeur italien, né à Motta di Livenza (république de Venise) le 23 mai 1741 et mort à Bonn le 21 mars 1801.
La première partie de sa carrière se déroule à Venise où ses opéras orientés dans le genre comique, trahissent clairement l'influence de sa formation vénitienne. À partir de 1771, le musicien s'installe à la cour de Cologne à Bonn, se consacre à la musique religieuse et dirige l'opéra. Il écrit aussi des œuvres instrumentales, symphonies, sonates et concertos pour clavier, et de la musique de chambre, le tout de grande qualité, qui, a l'avant-garde de son époque, annoncent des éléments stylistiques de la période classique. 

## Biographie

### Origine et formation
La famille Andrea Luchesi faisait partie d’un groupe de nobles familles originaires de Lucques (d’où le nom Luchesi, que l’on trouve écrit aussi Luchese, Lucchese, Lukesi, etc. par ses contemporains) qui s’étaient établies dans la république de Venise depuis longtemps. Andrea Luchesi est le fils de Pietro, négociant en gros de céréales. Cadet des onze enfants de Pietro, il reçoit de son frère Matteo, prêtre, précepteur public et organiste à Saint-Nicolas, une bonne formation musicale et au clavier, autant que culturelle, ce qui lui permet de fréquenter plus tard les salons de l'aristocratie de Venise. Il quitte sa ville natale en 1765, à quinze ans, pour Venise, située à moins de cinquantaine kilomètres au Sud.
Grâce à la protection et aux conseils de Juseppo Morosini, noble influent et musicien amateur, il étudie à Venise avec les meilleurs musiciens du moment, tels que Gioacchino Cocchi, maître de chapelle de l’Ospedale degli Incurabili pour l'opéra, G. Paolocci, maître de chapelle de Santa Maria Gloriosa dei Frari pour la musique sacrée, Giuseppe Saratelli, maître de chapelle de Saint-Marc, pour la théorie, Ferdinando Bertoni et Baldassare Galuppi. Sa préparation théorique bénéficie des relations didactiques et artistiques qu’il entretient avec deux des théoriciens musicaux les plus avancés de l’époque : le père Francesco Antonio Vallotti (qui codifie la théorie de la dissonance) et le comte Giordano Riccati (mathématicien, physicien acoustique, architecte… auteur d’un essai sur les lois du contrepoint,.

### Début de carrière
Sa carrière comme organiste et compositeur est fulgurante : à vingt ans, il est nommé dans la commission qui examinait les aspirants organistes, succédant à Ferdinando Bertoni à cette charge. À vingt-trois, il est organiste titulaire de San Salvatore, avec un salaire annuel de 90 ducats. Célèbre comme virtuose de l’orgue, on l’invitait pour l’inauguration de ces instruments (notamment, en 1768, le nouvel orgue de la basilique Saint-Antoine à Padoue). Il compose de la musique pour clavier (orgue, clavecin), instrumentale, sacrée, pour le théâtre. Il fut chargé de composer pour des événements importants, tels que la fête de Saint-Roch (1769) ou les funérailles solennelles du duc de Montealegre, ambassadeur espagnol à Venise (1771). Sa renommée se propage rapidement en Europe ; en 1763, il envoie à la cour du prince Esterházy, la première d’une série de symphonies qui se trouvent actuellement dans le catalogue Hoboken des œuvres de Haydn. Au printemps de 1765, son opéra bouffe L'isola della fortuna (livret de Giovanni Bertati) est représentée probablement au Hoftheater de Vienne et certainement à Venise (au théâtre San Samuele) et à Lisbonne au théâtre dell'Ajuda à l'automne 1767. Leopold et Wolfgang Mozart, quinze ans, lui rendent visite lors du carnaval de février 1771 et Luchesi leur « prête » un de ses concertos pour clavecin ; Leopold le décrivant dans son journal comme maestro di cemballo,. Le concerto est joué par Mozart, encore en octobre 1777 et son père et sa sœur (Nannerl) l'utilisent à des fins pédagogiques. Roberto Plano a redécouvert récemment la cadence que Mozart lui ajoutait. La même année 1771, Luchesi, parmi des symphonies, cantates, sonates, messes et autres œuvres, compose un Requiem pour les funérailles de José Joaquín de Montealegre, ambassadeur d'Espagne à Venise, décédé à la mi-avril.

### Maître de chapelle à Bonn
À la fin de 1771, il part pour Bonn, à l’invitation du prince-électeur de Cologne Maximilian Friederich, qui désirait rehausser le niveau de sa chapelle musicale. Luchesi fait le voyage avec une petite équipe d’« experts », dont seul le premier violon Gaetano Mattioli, reste à Bonn jusqu’en 1784. Il dirige l'opéra à la cour, notamment Il mercato di Malmantile (1758) de Domenico Fischietti, en mars 1772. Charles Burney de passage à Bonn à l'été 1772, y note que « son Altesse y maintient pendant l'hiver, à ses propres frais, une société pour l'exécution d'opéras comiques dans son palais, tous italiens ». Le prince le nomme maître de chapelle (Kapellmeister) privé ; il s’agit d’un escamotage formel, car le poste de maître de chapelle de la cour est une charge à vie et il était impossible de remplacer celui en place. Très vite, la chapelle de Bonn est classée parmi les meilleures d’Allemagne et d’Europe. Après la mort du précédent maître de chapelle (Ludwig van Beethoven grand-père de Beethoven), Andrea Luchesi lui succède officiellement et est nommé Kapellmeister, le 26 mai 1774,. La charge requiert la naturalisation de Luchesi. En 1775, il se marie avec Anthonetta d'Anthoin, fille d’un des principaux conseillers du Prince-Électeur et d'une des grandes familles de Bonn. Le couple a cinq enfants : une fille Caterina et quatre garçons.
En 1774 également le théâtre de la cour est fermé. La plupart des artistes italiens qui accompagnaient Luchesi, sont repartis. En novembre 1778 est fondé le théâtre national, où son présenté des Singspiel allemands et Neefe en devient le directeur.
En 1776, est créé à la cour, son oratorio La passione di Gesù Cristo sur un livret de Métastase, mis en musique originellement par Caldara en 1730, puis par Jommelli (1749) et même par son ami et son exact contemporain Naumann en 1767 à Venise. L'orchestre de Luchesi par rapport à ses prédécesseurs ou même Naumann est décrit par Claudia Valder-Knechtges : « La Passione de Luchesi représente un exemple se référant à un niveau de développement plus tardif outre le récitatif secco qui est toujours accompagné par le violoncelle, la contrebasse  et le clavecin, tout au long de la composition. La partie des cordes crée un fond sonore avec deux violons, l'alto et le groupe constituant la basse continue bien qu'aucune partie ne soit exécutée par les seules cordes. Dans le récitatif accompagnato, dans les airs et les chœurs, les cordes jouent avec des instruments à vent, toujours différents ». Son orchestre, à l'avant-garde, est déjà celui de Haydn et Mozart et dans l'ouverture on peut déceler des éléments beethovéniens. Parmi les instruments à vent évoqués, figurent également la clarinette anticipant même Paisiello. L'incendie de la chapelle de la cour le 15 janvier 1777, met fin au cycle d'exécution des oratorios.
Malgré les limitations effectives du poste privé de l'opéra, de l'oratorio et de l'exécution de la musique instrumentale confié au premier violon, en 1782, Mozart, ami de l'électeur essaie de devenir Kapellmeister, sans y parvenir.
Andrea Luchesi reste à Bonn jusqu’à la fin de sa vie, avec une seule parenthèse en 1783–1784, lorsqu’il se rend à Venise — officiellement pour des problèmes de famille — et aussi présenter son opéra Ademira (1784). La mort de l'électeur en avril 1784, anticipe le retour de Luchesi. Il écrit une cantate pour son successeur, l'archiduc Maximilien François d'Autriche — frère cadet de Joseph II — intronisé le 8 mai 1785. Son salaire est abaissé de 1 000 à 600 florins, un peu moins que son ancien élève Reicha. À la noël 1790, Haydn passe par Bonn pour se rendre en Angleterre, accompagné de Salomon, originaire de Bonn et ami de Luchesi. À l'occasion est joué une messe solennelle de Haydn à la demande du prince, qui le reçoit avec forces égards.
L’invasion des troupes françaises en octobre 1794, met fin à la cour de Cologne à Bonn ; Luchesi est mis à la retraite et passe d’une vie jusqu’alors aisée, à devoir surmonter la pauvreté et l'obscurité.
Parmi les nombreux élèves que Luchesi eut comme Kapellmeister à Bonn, on trouve Antonín Rejcha, Bernhard et Andreas Romberg, Ferdinand Ries et Beethoven,, le plus doué de tous. Beethoven reste à la chapelle comme assistant organiste, claveciniste et joueur d’alto pendant une douzaine d’années, jusqu’à son départ pour Vienne, alors âgé de vingt-et-un ans. Lorsque, pendant son absence en 1783, l’organiste de cour Christian Gottlob Neefe remplace provisoirement le Kapellmeister à la direction musicale de la chapelle, Luchesi charge Beethoven, âgé de douze ans, de prendre sa place à l’orgue.

## Œuvre
Le compositeur et musicologue Jean-Benjamin de La Borde écrivait vers 1780, au sujet de Luchesi : « Il jouit d'un avantage bien rare parmi les Italiens, c'est que ses symphonies sont recherchées et applaudies en Allemagne »,. En 1806, un quart de siècle plus tard, l'abbé Giannantonio Moschini le porte toujours en éloge : « il celebre Luchesi della Motta, che fu poi maestro di musica alla corte dell'elettore di Colonia (a Bonn), ove si maritò riccamente ed ove godette di ogni favore », soit : Le célèbre Luchesi de Motta, qui était alors professeur de musique à la cour de l'électeur de Cologne (à Bonn), où il s'est marié et où il a apprécié chaque faveur.
Or, non seulement ses symphonies, mais la plupart des œuvres qu’il a écrites, paraissent s’être volatilisées pendant presque deux siècles. Ces dernières années, des recherches de musicologues ont apporté de plus en plus de preuves à l’hypothèse que cette disparition était due à une combinaison de faits et coutumes du XVIIIe siècle et d’une tentative organisée d’effacement.
Pour ce qui est des coutumes, par exemple, la cession par un compositeur à un acheteur d’une œuvre avec le droit pour l’acheteur de l’utiliser comme sienne était d’usage assez courant. Luchesi à partir de 1763 délivre plusieurs travaux au prince Esterházy ou directement à Joseph Haydn. Pour ce qui concerne l’activité d’un Kapellmeister, l’usage voulait qu’il écrive gratuitement des travaux pour la chapelle, conservés comme œuvres anonymes, attribuées à son nom après la fin de son mandat (pour démission ou décès). Luchesi respecte formellement la règle, car on ne trouve pas de travaux à son nom après 1774 — avec quelques exceptions, comme pour la visite à Venise. Enfin, certains éditeurs n’hésitaient pas, au lieu du nom du véritable auteur, à publier des œuvres sous le nom de compositeurs qu’ils estimaient plus rentables.
Pour ce qui est des faits : au moment de la nomination de 1774, il y eut très probablement un accord entre Luchesi et l’Électeur Maximilian Friederich, aux termes duquel Luchesi pouvait (en dehors de ses devoirs de composition pour la chapelle) faire circuler des œuvres, sous le nom de Ferdinand d’Anthoin (son beau-frère) ou de Haydn, qu’il pouvait vendre librement. En 1784, le successeur, Max Franz, fait une tentative pour remplacer Luchesi, par son ami et protégé Mozart, mais sans succès. Luchesi doit toutefois apparemment négocier un nouvel accord, sous lequel les travaux « hors chapelle » devaient être fournis sous le nom de Mozart. Le nom de Ferdinand d’Anthoin, réapparaît entre 1791 et la fin de 1793, dates respectives du décès de Mozart et d’Anthoin.
Max Franz se lance aussi un inventaire des archives musicales de la cour de Bonn. Neefe le termine au début de mai 1784, juste avant le retour à Bonn de Luchesi. En octobre 1794, les archives sont transportées au château de Bad Mergentheim, quelque temps avant l’arrivée des troupes françaises. Finalement, une grande partie de ces documents sont versés à la bibliothèque (Biblioteca Estense) du duc de Modène, vers 1836. On trouve par exemple des manuscrits d'œuvres symphoniques à Stockholm, Dresde et Prague et d'opéra à Lisbonne.
Les archives personnelles de Luchesi ont aussi disparu, dispersée par sa fille Catherine, en 1826. En attendant d’autres progrès de la recherche musicologique en cours, on peut considérer son œuvre selon les groupements suivants :

## Œuvres identifiées
- Les travaux « anonymes » (principalement de la musique religieuse), composés en tant que Kapellmeister qui se trouvent dans les archives conservées à Modène. Certains documents indiqués dans l’inventaire de 1784 ne sont pas parvenus à Modène, comme 100 travaux pour entr’actes,
- Les œuvres qui circulaient sous le nom de Ferdinand d’Anthoin, sont perdus.

### Musique de scène
- L’isola della fortuna, opéra bouffa (Teatro San Samuele de Venise, 5 décembre 1765 ; Lisbonne 1767), livret de Giovanni Bertati[19],
- Il marito geloso, opéra bouffa (teatro Dolfin de Trévise 1766 ; académie privée à Venise, 1766), livret de Giovanni Dolfin,
- Le donne sempre donne, opéra bouffa (1767 ; Bonn, 27 février 1772), livret de Pietro Chiari,
- Il giocatore amoroso, opéra bouffa (théâtre privé, Venise, février 1769 ; Bonn 1772), livret de Pietro Chiari ou A. Salvi[3],
- Il matrimonio per astuzia, opéra bouffa (teatro San Benedetto de Venise, octobre 1771),
- Il Natal di Giove, o L’inganno scoperto ovvero il conte Caramella, opéra bouffa en trois actes (Bonn, 1773), livret de Carlo Goldoni[3],
- L'improvisata o sia La galanteria disturbata, en un acte (Bonn 1773/1774) d'après Il marito geloso [« Le mari jaloux »][3],
- Arlequin déserteur (Arlequin déserteur devenu magicien, ou Le docteur mari idéal), ballet-pantomime (Bonn, 1774),
- Ademira, opera seria, en trois actes (Teatro San Benedetto de Venise, mai 1784 ; ms. incomplet à Lisbonne), en l’honneur de la visite de Gustave III, roi de Suède à Venise. Livret de Ferdinando Moretti,
- L'amore e la misericordia guadagnano il giuoco, opera buffa (Passau, mai 1994), livret de Domenico Friggeri[3].

### Musique sacrée
- Sacer trialogus Oratorio  (vers 1767), livret à la Biblioteca Marciana de Venise,
- La passione di Gesù Cristo, oratorio (Bonn, 1776[8] ; ms. Bibliothèque Estense)[20], livret de Pietro Metastasio,
- Stabat Mater (env. 1770),
- Requiem (pour les funérailles d’État du duc de Montealegre, 1771) en fa majeur, Messe pour San Lorenzo à Venise,
- Il natal di Giove, cantate pour l'anniversaire de l'électeur (Bonn, 13 mai 1772), livret de Métastase,
- Messe pour la fête de la conception de Marie à Vérone,
- Te Deum pour l’hôpital des Incurabili à Venise.

### Musique de circonstance
- Pour la fête de San Rocco à Venise (1769),
- Sérénade pour le duc de Brunswic (1764),
- Cantate pour le duc de Wurttemberg (1767), livret de Gasparo Gozzi,
- Cantate pour l’élection à évêque de l’archiduc Max Franz (1785 – attribuée a Luchesi dans l’Archive de la ville de Bonn).

### Musique instrumentale
- Sonates et autres compositions pour orgue,
- Sei sonate per il cembalo con l'accompagnamento di un violino, op. 1 (éd. Bonn, 1772) dédiées à l'Electeur Maximilian Friederich — il s'agit de la première publication musicale imprimée à Bonn[2]. Un seul exemplaire a été trouvé au conservatoire de Venise en 1987[3],
- 2 Symphonies (1768) dont une en ré,
- 3 Symphonies op. 2 (éd. Bonn, 1773). Pas d'exemplaire retrouvé[3],
- Concerto pour clavecin (éd. Bonn, 1773) Pas d'exemplaire retrouvé[3],
- Quatre autres concertos/trios sont perdus.

## Partitions modernes
- Dix sonates pour orgue (Butz Musikverlag)

## Discographie
- Sei sonate op. 1, per pianoforte e violino obbligato - Carlos Garfias, violon ; Maria Grazia Baiocchi, piano (10-14 avril 1996, Agora) (OCLC 166636083)
- Sinfonie, arie sacre e profane - Orchestra Barocca di Cremona, dir. Giovanni Battista Columbro (2003, Tactus TC 741200)
- Sonata per organo - Roberto Loreggian, orgue (juin 2004, Tactus TC 741202) (OCLC 173643138) — les œuvres proviennent de Paris, de la Library of Congress et de Naples.
- La passione di Gesù Christo - Orchestra Barocca di Cremona, dir. Giovanni Battista Columbro (2005, Tactus TC 741203) (OCLC 254453845)
- Requiem e Dies irae - Orchestra Barocca di Cremona, dir. Giovanni Battista Columbro (2005, Tactus TC 741201) (OCLC 871927834)
- Sonates [13] et 2 rondos pour piano - Roberto Plano, piano (2011, Concerto Classics CD2069) (OCLC 808679855)
- Symphonies : ré majeur, mi-bémol majeur ; Sonata per tastiera en fa majeur ; Concerto per tastiera e archi en fé majeur ; Concerto per tastiera e strumenti obbligati en fa majeur - Roberto Plano, piano ; Orchestra Ferruccio Busoni, dir. Massimo Belli (4-5 février 2013, Concerto Classics) (OCLC 908940052)
- Sei sonate op. 1, per pianoforte e violino obbligato - Roberto Plano, piano et Carlos Garfias, violon (21-22 novembre 2012, Amadeus juillet 2013) (OCLC 891160811)
- Symphonies en ré majeur, sol majeur, si-bémol majeur, do majeur, mi majeur - Orchestra Ferruccio Busoni, dir. Massimo Belli (6-7 janvier 2014, Concerto Classics CD 2086) — manuscrits des bibliothèques de Pergame, Prague et Dresde.
- Sinfonie avanti l'opera : ouverture de L'Inganno scoperto ; L'Isola della fortuna ; Ademira ; Il matrimonio per astuzia et Le donne sempre donne - Orchestra da Camera Ferruccio Busoni, dir. Massimo Belli (5-6 janvier 2015, SACD Concerto Classics CD2079) (OCLC 911496409)
- Salve Regina ; Stabat Mater ; Kyrie « Di Dresda » ; Miserere per soli ; Te Deum - Laura Antonaz, sorano ; Elena Biscuola, mezzosoprano ; Luca Dordolo, tenor ; Matteo bellotto, baritone ; Nuova Orchestra da Camera Ferruccio Busoni ; Coro della Cappella Civica di Trieste, dir. Massimo Belli (21-22 novembre 2015, Concerto Classics) (OCLC 952493719).
- Concerto di Pasqua: Stabat Mater, Confitebor tibi Domine, Coelestis urbs Jerusalem -  Corale "Sartori", Orchestra "Luchesi", dir. Agostino Granzotto (8/12 & 23/24 novembre 1993, Abbazia di Follina, Treviso, Italie) (Erresse by Darpro s.r.l. 1994, Udine, Italie).

#### Ouvrages anciens
- Jean-Benjamin de La Borde, Essai sur la musique ancienne et moderne, t. 3, Paris, Ph. D. Pierres, 1780, 702-59 p. (OCLC 900869144, BNF 41036771, lire en ligne), p. 199.
- François-Joseph Fétis, « Lucchesi (André) », Biographie universelle des musiciens et bibliographie générale de la musique, Paris, Firmin-Didot, vol. 7,‎ 1866-1868, p. 260–361 (OCLC 614247299, lire en ligne).
- (de) Theodor Anton Henseler, « Andrea Luchesi, der letzte Bonner Hofkapellmeister zur Zeit des jungen Beethovens », dans Bonner Geschichtsblätter 1, Bonn, Bonn Verein, 1937 (OCLC 966114818, présentation en ligne), p. 225–364

#### Ouvrages et articles modernes
- (en) Claudia Valder-Knechtges, « Die weltlichen Werke A. Luchesis (1741-1801) », dans Bonner Geschichtsblätter 36, Bonn, Bonn Verein, 1984 (OCLC 966148450), p. 79-118.
- Giorgio Taboga, Andrea Luchesi l'ora della verità, Trévise, Ponzano Veneto, 1994.
- (en) Claudia Valder-Knechtges, « Lucchesi [Luchesi, Andrea ] », dans Grove Music Online, Oxford University Press, 2001.
- Giorgio Taboga (trad. Michel van Gesthen), « La passione di Gesù Christo — Battista Columbro », p. 10–14, Tactus TC 741203, 2007 .